# مونجاياكي

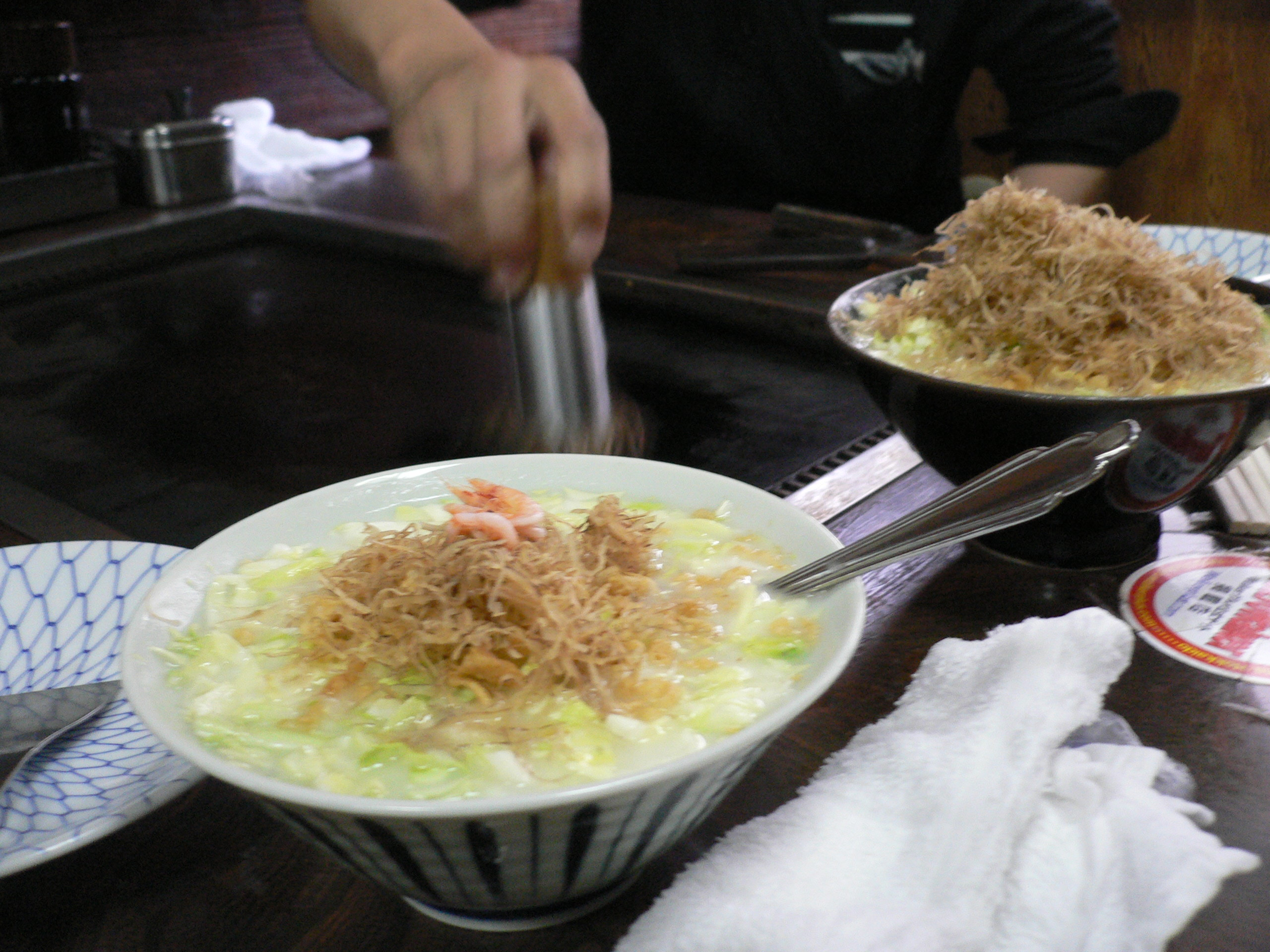
طبق من المونجياكي

مونجاياكي (باليابانية: もんじゃ焼き) يطلق عليه غالبا اسم مونجا. هو نوع من أنواع العجين السائل الياباني المقلي الشائع في منطقة كانتو، يعد المونجاياكي قريب للأوكونومياكي، لكن تستخدم مكونات عجين سائلة مختلفة لتحضيره.

## المكونات[1]
تقطع مكونات المونجاياكي جيدًا وخلطها في العجين السائل قبل القلي. يحتوي خليط المونجاياكي على مكونات مشابهة للأوكونومياكي. ولكن يُضاف داشي أو ماء إضافي إلى خليط المونجاياكي، مما يجعله أكثر كثافة من أوكونومياكي. إن قوام المونجاياكي المطبوخ يشبه الجبن الذائب. تقدم معظم مطاعم المونجاياكي أيضًا الأوكونوميياكي بشكل منتظم.